# Калиниченко, Николай Валерьевич
Калиниченко Николай Валерьевич (род. 5 февраля 1980) — российский поэт, писатель, литературный критик, лауреат литературных премий за произведения в жанре фантастики, фэнтези, а также наград за достижения в сфере поэзии. С 2021 года — Председатель Союза литераторов Российской Федерации (СЛ РФ).

## Биография
Родился в городе Москве, закончил среднюю общеобразовательную школу № 59 им. Н. В. Гоголя и Московский автодорожный институт (МАДИ) по специальности «Мосты и транспортные тоннели».
Первая подборка стихотворений была напечатана в альманахе «Литературный Башкортостан» в 2003 году. Первый опубликованный рассказ «Воры в банке» напечатан в антологии «Псы любви», вышедшей в серии «Звёздный лабиринт» (М.: АСТ, Ермак, 2003 г.). Первые критические работы в области литературы были опубликованы в журнале «Если», в 2008 г.
Изданы четыре сборника стихотворений:
- «Точка зрения», 2012 г.;
- «Кашалот», 2013 г.;
- «Когда он шагнёт», 2015 г.;
- «Московский пират», 2017 г.

Является составителем двух сборников современной поэзии:
- «Созвездие Кита», 2017;
- «Созвездие Кита. Орбиты», 2020 г.

## Творчество
Рассказы, стихи, эссе и повести автора публиковались в сборниках и центральной периодике. В том числе: «Независимая газета», «Литературная газета», журнал «Москва», журнал «Если», журнал «Лампа и дымоход», журнал «Мир фантастики», журнал «Знание-сила», журнал «Русский переплёт», журнал «Литературные известия», альманах «Словесность», газета «МОЛ», журнал «45 параллель» и других изданиях.
Участник творческого объединения «Поэтов-инфоромантиков» (ПСИ), в которое также входили Андрей Щербак-Жуков, Ника Батхен, Сергей Морозов, Игорь Минаков.
Организатор проектов «Литературные четверги в Добролюбовке», «Дискуссионный клуб РГБМ» — совместно с Евгением Харитоновым, руководитель молодёжной секции «Кашалот» при Союзе литераторов Российской Федерации. Член «Общества исследователей русской фантастики». Несколько лет являлся ведущим рубрики «Аниме» в журнале «Fanтастика» и колонки «Сетература» в «Литературной газете».
Николай Калиниченко является лауреатом премии «РосКон 2020» («Серебряный РОСКОН»), а также лауреатом премии «Аэлита» (Орден «Рыцарь фантастики» имени И. Халымбаджи).